# Rascal Flatts
Rascal Flatts là ban nhạc đồng quê Mỹ, bao gồm Gary LeVox, Jay DeMarcus (bass guitar, keyboard, piano, vocals) và Joe Don Rooney (lead guitar, vocals).
Trong giai đoạn 2000-2010, Rascal Flatts thu âm cho Disney Music Group của Lyric Street Records. Lúc đó ban nhạc phát hành bảy album, tất cả đều được chứng nhận Bạch Kim và cao hơn bởi Hiệp hội Công nghiệp Ghi âm Hoa Kỳ (RIAA). Thứ tự các album phát hành: Rascal Flatts (2000), Melt (2002), Feels Like Today (2004), Me and My Gang (2006), Still Feels Good (2007), Greatest Hits Volume 1 (2008) and Unstoppable (2009). Sau khi Lyric Street đóng cửa vào 2010, Rascal Flatts chuyển về hãng thu độc lập Big Machine Records, phát hành Nothing Like This vào tháng 9 năm 2010. Album thứ chín, Changed, được phát hành vào tháng 4 năm 2012.
Ban nhạc phát hành tổng cộng 26 single. Tất cả đều đứng hạng 20 và cao hơn tại bảng xếp hạng Billboard Hot Country Songs, trong đó có 12 bài đứng thứ nhất. Single đứng nhất lâu nhất, năm tuần, là bản cover Bless the Broken Road của Marcus Hummon vào đầu năm 2005. Single phát hành vào cuối năm 2005, đầu năm 2006 "What Hurts the Most" đứng nhất tại bảng xếp hạng cả nhạc đồng quê và adult contemporary, ngoài ra còn đứng thứ 6 tại Billboard Hot 100.

## Danh sách đĩa hát
- Rascal Flatts (2000)
- Melt (2002)
- Feels Like Today (2004)
- Me and My Gang (2006)
- Still Feels Good (2007)
- Greatest Hits Volume 1 (2008)
- Unstoppable (2009)
- Nothing Like This (2010)
- Changed (2012)

### Đĩa đơn đứng nhất tại Mỹ
- "These Days" (2002) (3 tuần)
- "Mayberry" (2004)
- "Bless the Broken Road" (2005) (5 tuần)
- "Fast Cars and Freedom" (2005) (3 tuần)
- "What Hurts the Most" (2006) (4 tuần) [A]
- "My Wish" (2006)
- "Stand" (2007)
- "Take Me There" (2007) (3 tuần)
- "Here" (2009) (2 tuần)
- "Here Comes Goodbye" (2009)
- "Why Wait" (2010) (2 tuần)
- "Banjo" (2012)

## Đường dẫn xem thêm
- Website chính thức